# Inkunábule

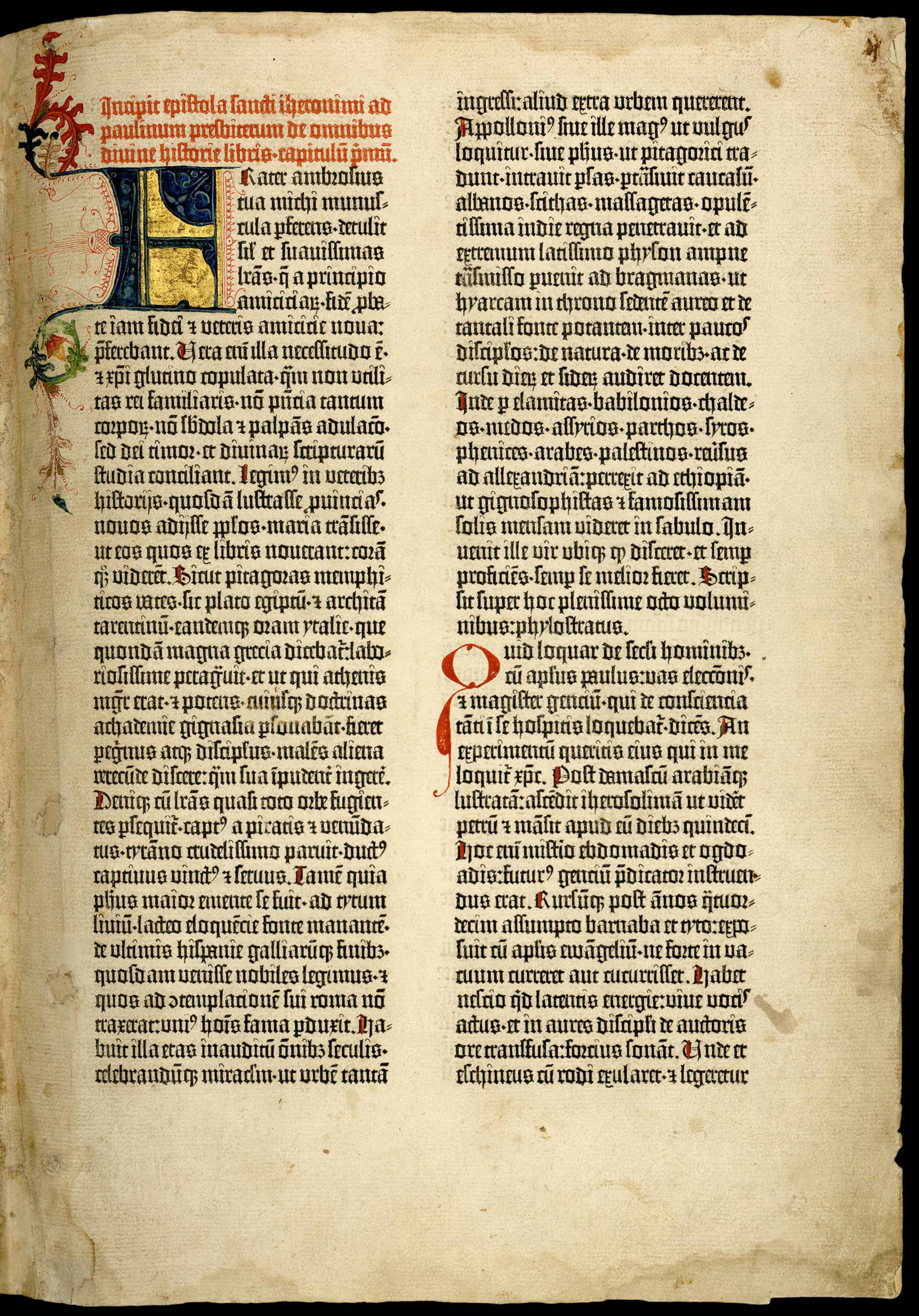
První stránka Gutenbergovy bible z roku 1455

Inkunábule (z latinského in cunabulis, tj. „v kolébce“), česky prvotisk, je označení používané pro nejstarší tištěná díla pocházející z Evropy z časového období mezi vynálezem knihtisku, tj. tisku s pohyblivými literami (kolem roku 1450) a koncem 15. století. Pro tyto knihy je charakteristické použití zvláštních liter, v některých případech dokonce byly zhotovovány sady liter zvlášť pro každou knihu. Za vynálezce knihtisku je pokládán Johannes Gutenberg, který roku 1455 vytiskl v Mohuči tzv. 42řádkovou Bibli.

## V českých zemích
Za kolébku českého knihtisku se považuje Plzeň, kde byla roku 1476 vytištěna Statuta Arnošta z Pardubic. Knihy však byly na území Česka tištěny asi už roku 1473, snad kočovnými tiskaři. Dříve byla za nejstarší tisk považována Kronika trojánská kladená do roku 1468, nicméně dnes převládá názor, že byla vytištěna později. Roku 1479 vyšel v Praze Nový zákon, 1488 tzv. Pražská bible.
V Čechách vznikaly především české knihy, na Moravě zejména knihy v latině. Na Moravě vznikla první tiskárna v Brně v roce 1486 pod vedením Konráda Stahela a Matyáše Preinleina.

## Tisky po roce 1500
V dějinách knihtisku se zpravidla striktně rozlišuje mezi inkunábulemi (tisky tištěné do 31. prosince 1500) a staré tisky (od 1. ledna 1501 do 31. prosince 1800), nicméně v praxi byl vývoj o poznání plynulejší, proto se užívají další označení pro tisky těsně po roce 1500 a to buď postinkunábule, nebo paleotypy, horní hranice pro tyto přechodné tisky se pohybuje od roku 1520 do 1550.

## Sbírky
Přehled o inkunábulích a jejich uložení podávají především dva souhrnné katalogy Gesamtkatalog der Wiegendrucke (zpracovávaný již od roku 1925) a Incunabula Short Title Catalogue. Největší sbírku inkunábulí (téměř 20 000 exemplářů) schraňuje Bavorská státní knihovna v Mnichově, dále British Library v Londýně, Bibliothèque nationale v Paříži (přes 12 000) a Vatikánská knihovna v Římě (8 000). Provenienčně českým inkunábulím se věnuje první díl Knihopisu, přičemž v Česku se největší sbírka (4 200 prvotisků) nachází v Národní knihovně ČR v Praze.

## Grafy a mapa

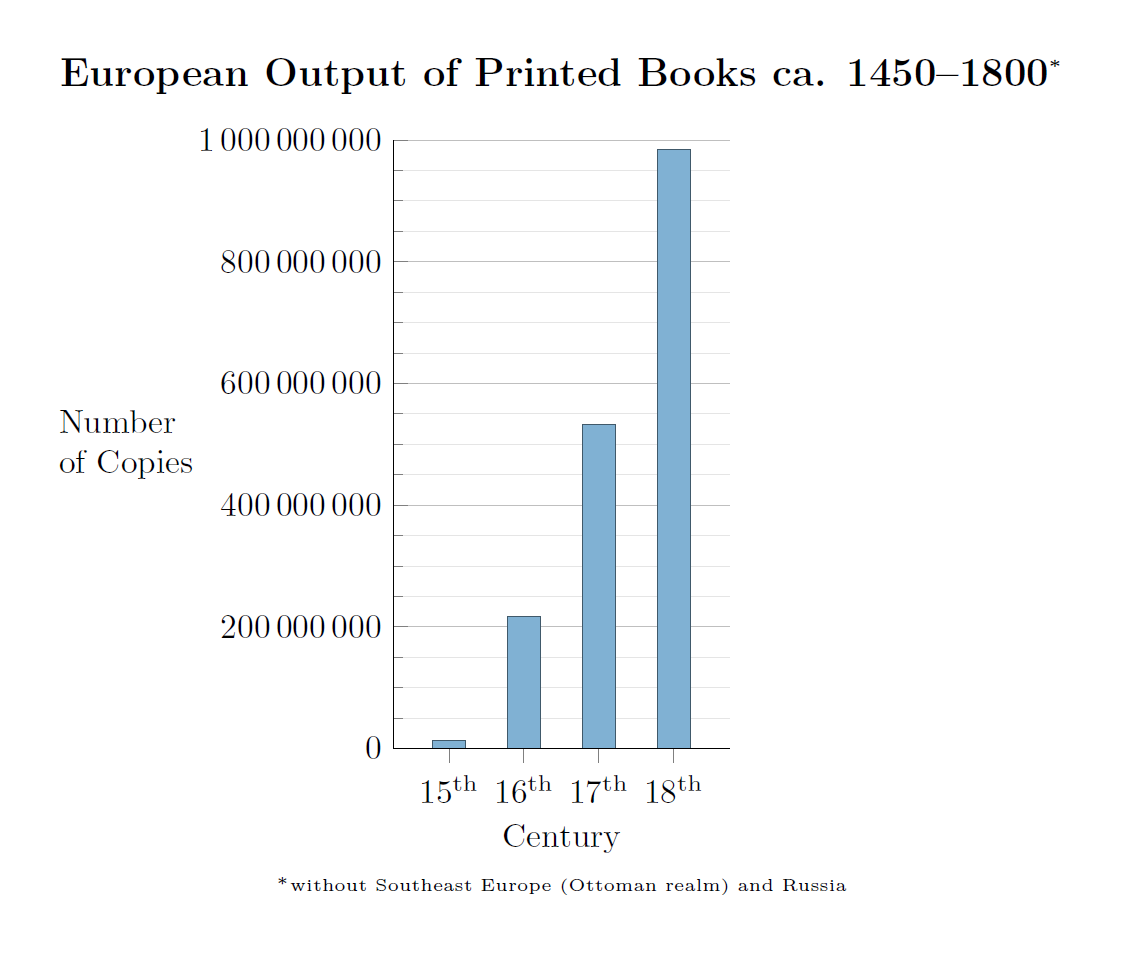
Produkce tištěných knih do roku 1800
Tiskárny v 15. století[3]
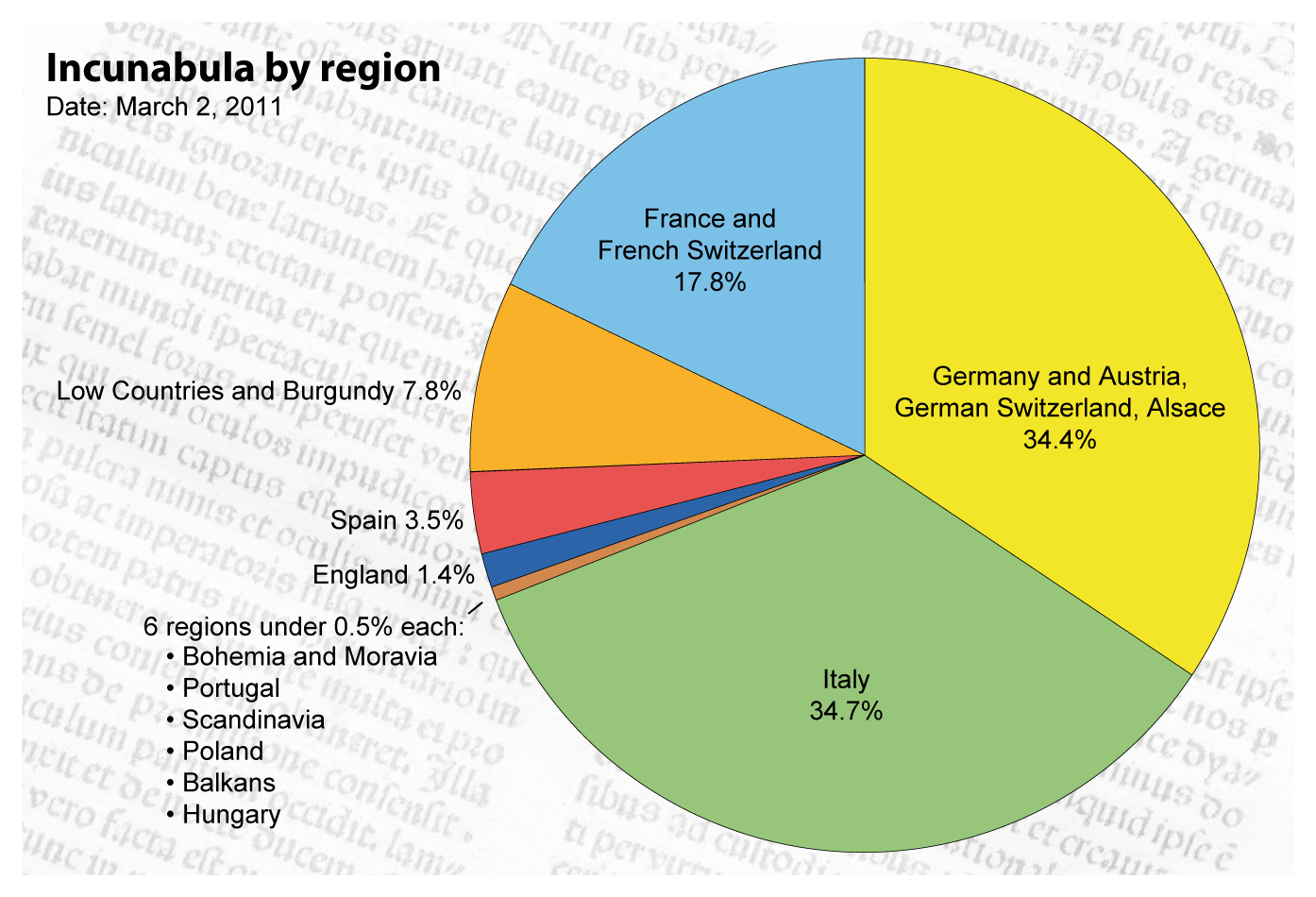
Rozložení prvotisků podle oblastí
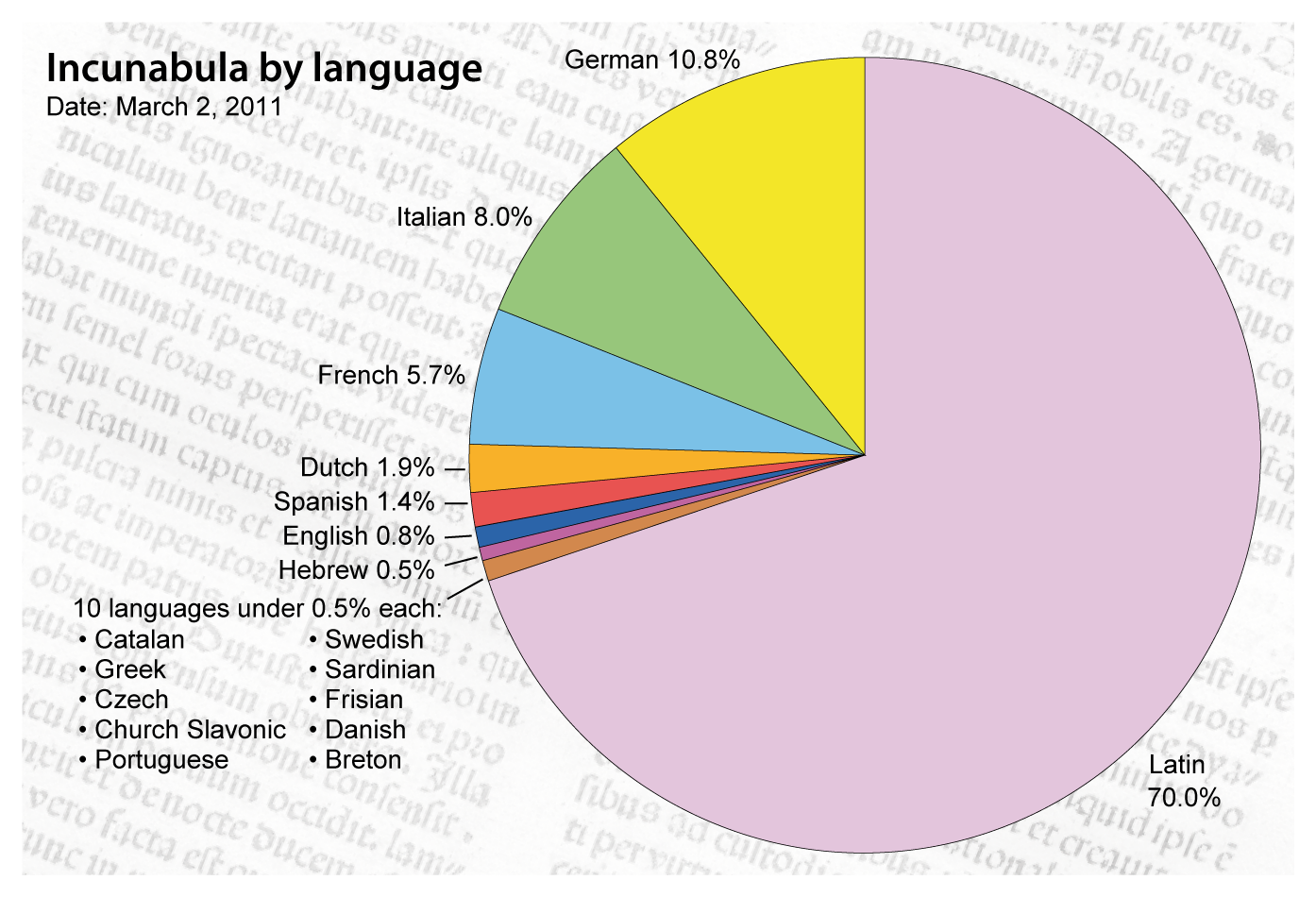
Rozložení prvotisků podle jazyka